# Ганс Еллер
Ганс Еллер (нім. Hans Eller, 14 серпня 1910 — 4 квітня 1943) — німецький академічний веслувальник.
Олімпійський чемпіон 1932 року в складі розпашної четвірки зі стерновим.

## Біографія
Ганс Еллер був членом команди четвірок зі стерновим від Берлінського веслувального клубу, яка здобула золоті медалі у 1932 році, хоча його найкращим результатом на чемпіонаті Німеччини було друге місце в 1930 році. Крім того, він посів третє місце у команді вісімок на чемпіонаті Німеччини 1934 року.
Під час Другої світової вйни він був лейтенантом німецької армії та загинув у таборі для військовополонених. Його ім'я вигравірувано на стелі з натурального каменю, встановленої на військовому кладовищі поблизу Бесідино Курської області в Росії.